# 菘藍
菘蓝（学名：Isatis tinctoria），又名欧洲菘蓝、草大青、大蓝、大靛、大青等，属十字花科植物。

## 形态
一年生或二年生草本；长椭圆状椭圆形基出叶较大，具有柄；长椭圆状披针形茎生叶，基部箭形，半抱茎，全缘或有不明显的细锯齿；夏季开黃色小花，总状花序，在枝端合成圆锥花序；长椭圆形扁平角果，边缘呈翅状，有短尖；有一种子。

## 用途
莖、葉可以做藍色的染料，称青黛，亦可入药；根可入药，称为板蓝根。

## 外部链接

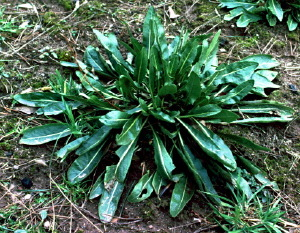
第一年生长的菘蓝

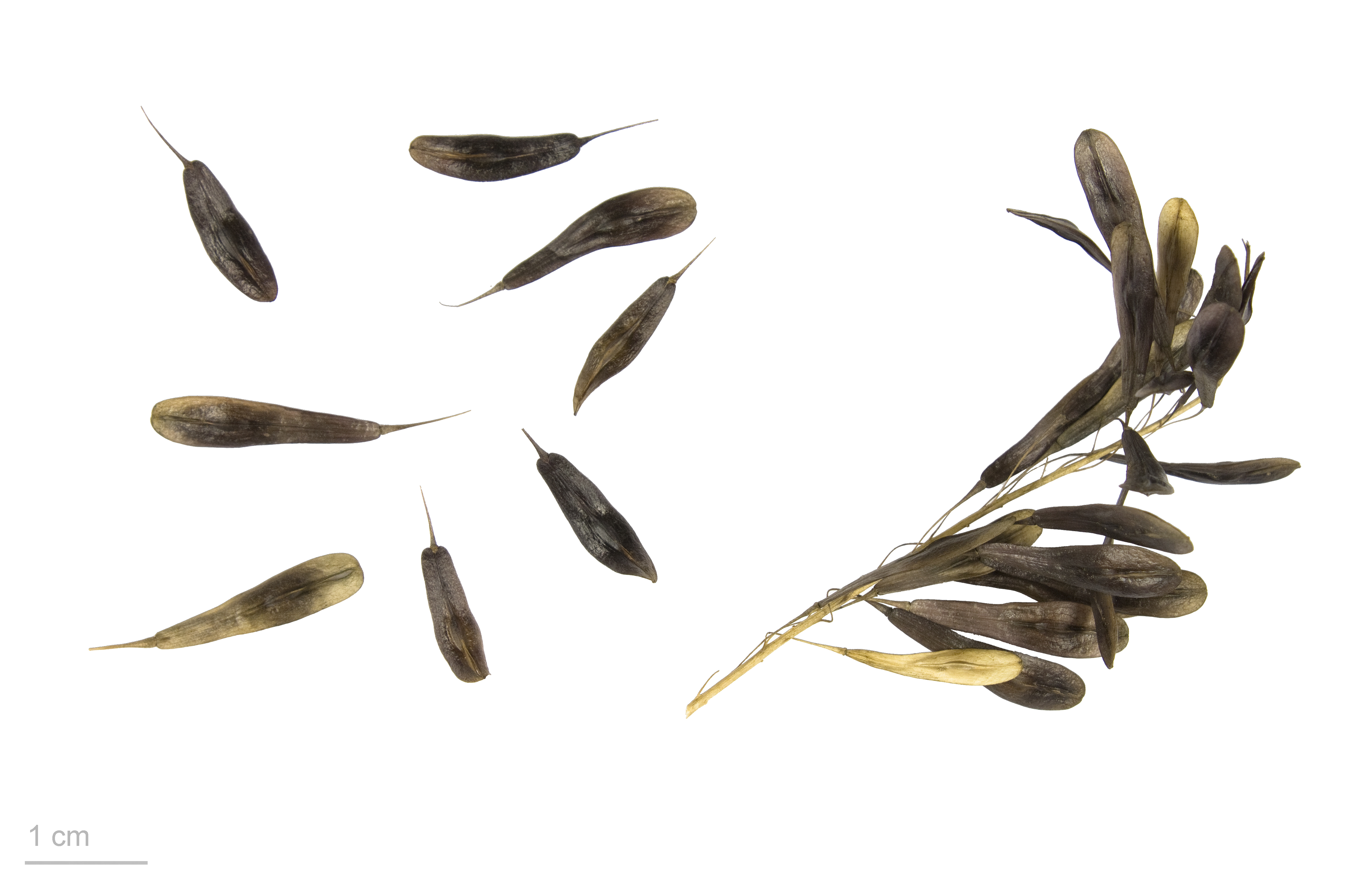
Isatis tinctoria